# Невіровське
Неві́ровське (рос. Неверовское) — присілок у складі Макушинського округу Курганської області, Росія. 
Населення — 218 осіб (2010, 351 у 2002).
Національний склад станом на 2002 рік:
- росіяни — 71 %